# Art rock
Art rock (eller art-rock) er en undergenre af rock, der opstod i Storbritannien i 1960'erne, og som inddrager elementer fra kunst-, avant-garde- og klassisk musik. Med stor inspiration fra The Beatles' album Sgt. Pepper's Lonely Hearts Club Band, blev art rock en form for musik som søgte at "udvide begrænsningerne fra rock & roll", og valgte derigennem en mere eksperimentelt og konceptorienterede indfaldsvinkel.
Art rock har adopteret flere elementer fra andre genrer, hvor den mest bemærkelsesværdige er klassisk musik, men også jazzinspirationer er dukket op på senere værker. På grund af den klassiske indflydelse og den eksperimentelle fremgangsmåde er genren ofte blevet brugt synonymt med progressive rock. Til trods for dette er der dog en række forskelle mellem de to stilarter, f.eks. lægger progressiv rock mere vægt på symfoni og melodi, mens art rock er mere avantgardelignende og med "nyskabende lydstruktur."
Som begreb bruges art rock også som reference til enten klassiskdrevet rock eller progressiv rock-folkemusikfusion. De mest karakteristiske træk er albumorienterede musik inddelt i kompositioner frem for sange, ofte med komplicerede og lange instrumentale passager, symfoni og eksperimenterende stile. Traditionelt var art rock en genre, der knyttede sig til konceptalbums med fantasifulde, filosofiske og politiske sangtekster 
Mens art rock opstod mod slutningen af 1960'erne, havde den sit højeste popularitetsniveau tidligt i 1970'erne med band som Jethro Tull, Electric Light Orchestra, The Moody Blues og Procol Harum.

### Fodnoter
1. 1 2 3 4 5 6 7 8 9  "Art Rock". Encyclopædia Britannica. Hentet 2011-12-15.
2. 1 2 3  "Art-Rock/Experimental" Arkiveret 3. januar 2012 hos  Wayback Machine. Allmusic. Hentet 2011-12-15.
3. ↑  "Art-Rock". Merriam Webster. Hentet 2011-12-15.
4. 1 2  "Prog-Rock". Allmusic. Hentet fra den originale on 2010-12-09. Hentet 2011-12-15.
5. ↑  The Golden Age Of Art Rock: Part One: Making It Last 2. "Cosmik Debris Magazine Presents The Golden Age of Rock, January 2002" Arkiveret 3. marts 2016 hos  Wayback Machine. Hentet fra den originale d. 2009-01-12. Hentet 2011-12-15.